# Ильшуилия
Иль-Шуилия — царь (лугаль) Эшнунны, правил во 2-й половине XXI века до н. э.

## Правление
Сын Итуриа. Во времена царей III династии Ура занимал лишь должность царского писца. После смерти отца занял престол. Но уже в 3-й год правления Ибби-Суэна (ок. 2026 до н. э.), сына Шу-Суэна, Эшнунна воспользовалась тяжелым положением Ура (в связи с нашествием аморейских племен) и отпала от Урского царства. Ильшуилия объявил себя «царём сильным, царем страны Варум — Ва’риум (то есть Ки-Ури, однако в это время Ва’риумом называлась уже не вся северная часть Нижней Месопотамии, а лишь долина реки Диялы)».
В надписях перед его именем стоит божественной знак Дингир — детерминатив бога, что является доказательством обожествления царя Эшнунны, по примеру царей III династии Ура.

## Список датировочных формул Ильшуилии
|   | |
| a | Год, когда дочь царя была избрана гаданием OIP 43 170 mu dumu-munus lugal masz2-e i3-pad3                                                                                              |
| b | Год после года, когда дочь царя была избрана гаданием OIP 43 170 mu us2-sa dumu-munus lugal masz2-e i3-pad3                                                                            |
| c | Год, когда Икин-пи-Тишпак, сын царя был избран гаданием в Дуршуб OIP 43 173 mu i-ku-un-pi2-dtiszpak dumu-nita2 lugal dur-szub-ba masz2-e i3-pad3                                       |
| d | Год после года, когда Икин-пи-Тишпак, сын царя был избран гаданием в Дуршуб OIP 43 173 mu us2-sa i-ku-un-pi2-dtiszpak dumu-nita2 lugal dur-szub-ba masz2-e i3-pad3                     |
| e | Второй год после года, когда Икин-пи-Тишпак, сын царя был избран гаданием в Дуршуб OIP 43 173 mu us2-sa i-ku-un-pi2-dtiszpak dumu-nita2 lugal dur-szub-ba masz2-e i3-pad3 mu us2-sa-bi |
| f | Год, когда ладья Тишпака была проконопачена OIP 43 17 mu ma2-gur8 dtiszpak ba-ab-du8                                                                                                   |

| Династия Эшнунны       |                                             |                    |
| Предшественник: Итуриа | царь Эшнунны 2-я половина XXI века до н. э. | Преемник: Нур-ахум |